# 1997年全仏オープン
1997年 全仏オープン（1997ねんぜんふつオープン、Internationaux de France de Roland-Garros 1997）は、フランス・パリにある「ローランギャロス・スタジアム」にて、1997年5月26日から6月8日にかけて開催された。

## 概要
- 混合ダブルス部門で、日本の平木理化がマヘシュ・ブパシ（インド）と組んで初優勝を達成。日本人選手が4大大会で優勝したのは、1975年ウィンブルドンの女子ダブルス部門を制した沢松和子＆アン清村組以来22年ぶりの快挙であった。次に日本人が優勝したのは2年後の1999年全米オープンである。また、全仏オープンでは、25年後の2022年の混合ダブルス部門にて柴原瑛菜が優勝するまで日本人最後の優勝だった。
- 男子シングルス優勝者のグスタボ・クエルテンは、ブラジルの男子テニス選手として最初の4大大会優勝者になった。当時20歳のクエルテンは、この大会では世界ランキング66位のノーシード選手だった。
- 女子シングルス優勝者のイバ・マヨリは、クロアチアのテニス選手として最初の4大大会優勝者になった。当時16歳で最年少世界ランキング1位になったマルチナ・ヒンギスが、1997年度の4大大会ではこの全仏オープンだけ優勝を逃したこともあり、マヨリは「1997年度の4大大会でヒンギスを破った唯一の選手」と呼ばれた。1995年・1996年の全仏オープン女子シングルスを連覇していたシュテフィ・グラフがベスト8で敗退。全豪オープン4回戦に続いてグラフを破ったアマンダ・クッツァーには「小さな暗殺者」というニックネームがついた。

## シード選手

### 男子シングルス
1. ピート・サンプラス　（3回戦）
2. マイケル・チャン　（4回戦）
3. エフゲニー・カフェルニコフ　（ベスト8）
4. ゴラン・イワニセビッチ　（1回戦）
5. トーマス・ムスター　（3回戦）
6. リカルト・クライチェク　（3回戦）
7. マルセロ・リオス　（4回戦）
8. カルロス・モヤ　（2回戦）
9. アレックス・コレチャ　（4回戦）
10. フェリックス・マンティーリャ　（2回戦）
11. アルベルト・コスタ　（3回戦）
12. アルベルト・ベラサテギ　（1回戦）
13. ウェイン・フェレイラ　（3回戦）
14. ティム・ヘンマン　（1回戦）
15. マルク・ロセ　（4回戦）
16. セルジ・ブルゲラ　（準優勝）

### 女子シングルス
1. マルチナ・ヒンギス　（準優勝）
2. シュテフィ・グラフ　（ベスト8）
3. モニカ・セレシュ　（ベスト4）
4. ヤナ・ノボトナ　（3回戦）
5. リンゼイ・ダベンポート　（4回戦）
6. アランチャ・サンチェス・ビカリオ　（ベスト8）
7. コンチタ・マルティネス　（4回戦）
8. アンケ・フーバー　（1回戦）
9. イバ・マヨリ　（初優勝）
10. マリー・ピエルス　（4回戦）
11. アマンダ・クッツァー　（ベスト4）
12. メアリー・ジョー・フェルナンデス　（ベスト8）
13. イリナ・スピールリア　（4回戦）
14. ブレンダ・シュルツ＝マッカーシー　（3回戦）
15. カリナ・ハブスドバ　（3回戦）
16. バルバラ・パウルス　（4回戦）

## 大会経過

### 男子シングルス
準々決勝
- フィリップ・デブルフ vs.  マグヌス・ノーマン　6-2, 6-7, 6-4, 6-3
- グスタボ・クエルテン vs.  エフゲニー・カフェルニコフ　6-2, 5-7, 2-6, 6-0, 6-4
- パトリック・ラフター vs.  ガロ・ブランコ　6-3, 7-6, 6-3
- セルジ・ブルゲラ vs.  ヒシャム・アラジ　4-6, 6-3, 6-2, 6-2

準決勝
- グスタボ・クエルテン vs.  フィリップ・デブルフ　6-1, 3-6, 6-1, 7-6
- セルジ・ブルゲラ vs.  パトリック・ラフター　6-7, 6-1, 7-5, 7-6

### 女子シングルス
準々決勝
- マルチナ・ヒンギス vs.  アランチャ・サンチェス・ビカリオ　6-2, 6-2
- モニカ・セレシュ vs.  メアリー・ジョー・フェルナンデス　3-6, 6-2, 7-5
- イバ・マヨリ vs.  ルクサンドラ・ドラゴミル　6-3, 5-7, 6-2
- アマンダ・クッツァー vs.  シュテフィ・グラフ　6-1, 6-4

準決勝
- マルチナ・ヒンギス vs.  モニカ・セレシュ　6-7, 7-5, 6-4
- イバ・マヨリ vs.  アマンダ・クッツァー　6-3, 4-6, 7-5

## 決勝戦の結果
- 男子シングルス： グスタボ・クエルテン vs.  セルジ・ブルゲラ　6-3, 6-4, 6-2
- 女子シングルス： イバ・マヨリ vs.  マルチナ・ヒンギス　6-4, 6-2
- 男子ダブルス： エフゲニー・カフェルニコフ＆ ダニエル・バチェク vs.  マーク・ウッドフォード＆ トッド・ウッドブリッジ　7-6, 4-6, 6-3
- 女子ダブルス： ジジ・フェルナンデス＆ ナターシャ・ズベレワ vs.  メアリー・ジョー・フェルナンデス＆ リサ・レイモンド　6-2, 6-3
- 混合ダブルス： マヘシュ・ブパシ＆ 平木理化 vs.  パトリック・ガルブレイス＆ リサ・レイモンド　6-4, 6-1